# 2155 Wodan
2155 Wodan eller 6542 P-L är en asteroid i huvudbältet som upptäcktes den 24 september 1960 av den nederländsk-amerikanske astronomen Tom Gehrels och det nederländska astronomparet Ingrid van Houten-Groeneveld och Cornelis Johannes van Houten vid Palomarobservatoriet. Den är uppkallad efter det germanska namnet på den fornnordiska guden Oden.
Asteroiden har en diameter på ungefär 8 kilometer och den tillhör asteroidgruppen Koronis.